# Чудовище из долины Юкка
«Чудовище из долины Юкка» (англ. The Beast of Yucca Flats) — американский независимый фильм ужасов 1961 года категории B. Находится в общественном достоянии в США.

## Сюжет
Девушка в своём доме выходит из душа, после чего задушена неизвестным пробравшимся к ней мужчиной.
Позднее (а возможно, ранее) в  Долину Юкка прибывает дезертировавший советский учёный Иосиф Яворский. При себе у него портфель с секретными военными документами, в том числе, касающихся советской высадки на Луну. Внезапно учёный и американцы, пришедшие на встречу с ним, атакованы двумя убийцами из КГБ. Яворскому удаётся убежать в пустыню, на ходу он из-за жары сбрасывает с себя бо́льшую часть одежды. Пробежав значительное расстояние, учёный попадает в зону действия проходящих в данный момент ядерных испытаний. В результате он превращается в неразумное чудовище с неконтролируемым желанием убивать. Добравшись до автодороги, Чудовище убивает семейную пару, находящуюся в ней; монстра начинают преследовать двое полицейских.
По той же дороге, в том же месте находится другой автомобиль, в котором путешествуют муж с женой и два их маленьких сына. На остановке на АЗС шаловливые дети убегают в пустыню, где сталкиваются с Чудовищем, однако им удаётся уйти от него невредимыми. На поиски детей отправляется отец, которого полицейский, обследующий местность с самолёта, принимает за того убийцу, и открывает по невиновному огонь, но мужчине удаётся убежать.
Позднее семья воссоединяется, а полицейские смертельно ранят Чудовище. Дикий кролик обнюхивает упавшего умирающего Яворского, и тот из последних сил гладит зверька.

## В ролях
- Тор Джонсон — Иосиф Яворский / Чудовище
- Энтони Кардоза[англ.] — водитель — сотрудник КГБ
- Конрад Брукс[англ.] — мужчина на аэродроме
- Коулмен Фрэнсис — рассказчик за кадром / служащий АЗС / мужчина, покупающий газету[2] (в титрах не указан)

## Производство и показ
Рабочим названием фильма было «Яростное солнце» (англ. The Violent Sun).
Действие ленты происходит в Долине Юкка (ядерный испытательный полигон в Неваде) — «самом радиоактивном, разрушенном ядерными взрывами месте на Земле». В 1970 году, спустя девять лет после премьеры, в Долине сразу 86 рабочих подверглись сильному облучению в результате испытания атомного оружия. На самом деле основная часть съёмок прошла в Калифорнии: в окрестностях города Санта-Кларита (пустынные съёмки), в его районе Согас (съёмки в самолёте и на аэродроме) и в Ван-Найсе (интерьер начальных сцен).
Фильм снимался без звука: в нём минимальное количество диалогов, в основном наррация типа omniscient narration, которая, как и немногочисленные звуковые эффекты, была добавлена на стадии постпроизводства. Чтобы избежать необходимости синхронизации звука с изображением, персонажи говорят только тогда, когда их лица либо отвёрнуты от камеры, либо плохо видны из-за темноты или расстояния; при крике они закрывают рот руками. Поэтому же в сценах, где используется огнестрельное оружие, их дула находятся вне объектива кинокамеры, когда стреляют.
Финальная сцена фильма, в которой Чудовище, выражая последнюю частичку человечности, гладит кролика, не была запланирована: дикий кролик случайно попал в кадр, когда камера вращалась, и Джонсон сымпровизировал.
Последняя роль рестлера Тора Джонсона (после он лишь снялся без указания в титрах в одном кинофильме и одном эпизоде одного телесериала).
Бюджет картины составил около 34 000 долларов (ок. 312 000 долларов в ценах 2022 года).
Премьерный показ состоялся 2 мая 1961 года в США.
Позднее лента была адаптирован в телеверсию под названием «Атомный монстр: Чудовище из долины Юкка» (англ. Atomic Monster: The Beast of Yucca Flats), а в 2010 году вышел малоизвестный кинофильм озаглавленный «Возвращение в долину Юкка: Пустынный человек-чудовище» (англ. Return to Yucca Flats: Desert Man-Beast).
В большинстве DVD-версий ленты по цензурным соображениям вырезаны первые 19 секунд, в которых девушка вытирается полотенцем после душа и надевает трусики.
В 1995 году урезанная версия картины была показана в телесериале «Таинственный театр 3000 года».

## Критика
Лента начинается со сцены, в которой неизвестный мужчина душит девушку, только что принявшую душ. Убийца одет как Яворский после взрыва, но это убийство нигде не упоминается во время самого фильма, и в нём нет никакого очевидного времени и/или места, где это могло бы произойти.
Сразу после выхода картина была разгромлена критиками, поэтому она фигурирует в списке фильмов, считающихся худшими.
- Леонард Малтин: «…один из худших фильмов, когда-либо снятых…»; «…чрезмерное использование закадрового повествования; начальная сцена не связана с основным повествованием…»[16]
- Брюс Эдер (AllMovie): «…претенциозное и тупое повествование…»; «…самым приятным аспектом этого фильма является его удивительно короткая продолжительность…»
- VideoHound's Golden Movie Retriever: «…действительно дешёвый, „квазиядерный“ протестный фильм…»[17]
- TV Guide: «…в честной попытке снять короткую протестную картину у продюсеров, по-видимому, не было достаточно денег, чтобы придать этому хоть какую-либо производственную ценность…»[18]
- Дейв Синделар (Fantastic Movie Musings and Ramblings): «…сводящее с ума закадровое повествование, монтаж и очевидное отсутствие реальной сюжетной линии…»[19]
- Билл Уоррен[англ.]: «…вполне возможно, что это худший не-порнографический научно-фантастический фильм, из когда-либо снятых…»; «…ошеломляющее достижение в кинематографической бессвязности…»; «…представляет собой нагромождение сцен, некоторые из которых недоэкспонированы, в то время как другие переэкспонированы; нагромождение персонажей, часто выполняющих действия без видимой причины, и все они брошены на самый бледный призрак сюжета, который только можно себе представить…»; «…грустно видеть, как гигантский Тор медленно и неуклюже топает, преследуя своих жертв, которые могли бы легко отскочить от него на одной ноге, если бы захотели…»; «…повествование напоминает мне причудливое хайку, иногда почти поэтическое, но всегда загадочное и недоступное здравому смыслу…»; «…в этом фильме всё сделано неправильно: актёрская игра, монтаж, звук, освещение, сюжет… всё… и сделано неправильно не так же „очаровательно“, как в „Плане 9 из открытого космоса“. Нет, всё, что здесь неправильно, кажется, было сделано с полным пренебрежением к зрителю, почти как личное оскорбление его чувств…»[7]

Тор Джонсон
Энтони Кардоза[англ.]
Конрад Брукс[англ.]
Коулмен Фрэнсис
Сцена убийства в начале фильма